# Rohrpostnetze in Deutschland
Die Rohrpost in Deutschland war als öffentlicher Dienst fast ein Jahrhundert lang von 1876 bis in die 1960er (BRD) bzw. 1970er (DDR) Jahre in Gebrauch, danach noch bis in die 1980er Jahre regional für postinterne Sendungen (s. die von 1967 bis 1983 betriebene Großrohrpost Hamburg und die Post-U-Bahn München, die noch bis 1988 auch Rohrpost beförderte). Ab den 1960er Jahren wurde die Rohrpost zur Nachrichtenübermittlung zunehmend durch Telex ersetzt, bis sich ab den 1980er Jahren Telefax und schließlich E-Mail durchsetzten. Für die Paketbeförderung, für die ein alleiniger Rohrpostbetrieb ohne die gleichzeitig betriebene Nachrichtenübermittlung zu hohen Aufwand und Kosten bedeutet hätte, wurde ab den 1960er Jahren wieder auf Eilboten umgestellt.
Die maßgebliche Motivation zur Entwicklung der Rohrpost war die starke Erhöhung des Telegrammaufkommens, welche es nicht mehr gestattete, dass alle Telegramme auch tatsächlich innerstädtisch weitertelegraphiert werden konnten.
Eine Rolle spielte dabei auch, dass der Lohn eines guten Telegrafenbeamten den einer ungelernten Bedienung bei der Rohrpost weit überstieg. Somit wurden sie in der größten Zahl aller Fälle, wenigstens im innerstädtischen Verkehr, als handschriftlich ausgefüllte oder mit Tickerstreifen beklebte Formulare per Rohrpost befördert. Bei der Rohrpost in Berlin gab es seit ca. 1900 auch entsprechende Rohrpostabstempelungen.
Neben der Berliner Rohrpost und der Rohrpost in München gab es zunächst von der Reichspost und dann von der Bundespost bzw. der Deutsche Post der DDR betriebene Rohrpostanlagen von sehr unterschiedlicher Länge in Bremen, Dresden, Düsseldorf, Hamburg, Leipzig, Stuttgart sowie in ca. zehn weiteren Städten. Diese in Rohrposten beförderten Sendungen – in der Regel Eilsendungen, nachgesandte Sendungen oder innerorts weitergeleitete Flug- und Eilsendungen mit anderem Zielort – waren an jeweils spezifischen Beförderungs- und Bearbeitungsvermerken zu erkennen.

## Besonderheiten
- In Düsseldorf beförderte Sendungen trugen manchmal einen rückseitigen Stechuhrstempel oder wiesen andere Vermerke wie Numeratorstempel und ähnliches auf.
- Durch die Rohrpost in Hamburg beförderte Rohrpostsendungen zeigten in früheren Zeiten gegebenenfalls einen vorderseitig abgeschlagenen, roten Beförderungsstempel: „In Hamburg mit Rohrpost“, später einen Minutenstempel des Telegraphenamtes bzw. der Eilbriefstelle.
- In Leipzig beförderte Rohrpostsendungen wiesen gelegentlich einen vorder- oder rückseitig abgeschlagenen, schwarzen Stechuhrstempel auf.
- Die Merkmale von Rohrpostsendungen in anderen als den genannten Städten sind teilweise immer noch unbekannt.

## Rohrpost in verschiedenen deutschen Städten

### Rohrpost Berlin
In Berlin wurde am 18. November 1865 das Rohrpostsystem in Betrieb genommen. In West-Berlin wurde es bis 1963 und in Ost-Berlin bis 1976 verwendet.

### Rohrpost Düsseldorf

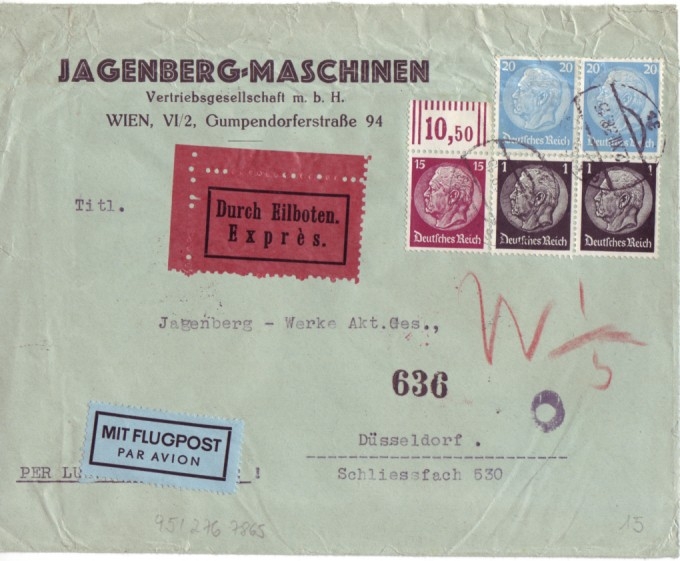
Luftpost-Eilbotenbrief aus der Rohrpost Wien nach Düsseldorf mit Bearbeitungsmerkmalen der Rohrpost Düsseldorf.

In Düsseldorf existierte eine kurze Rohrpostverbindung, über die der dienstinterne Transport von Eilbriefen, Telegrammen etc. abgewickelt wurde. Die Anlage  wurde 1915 erbaut und hatte eine Gesamtlänge von ca. 2 km. Sie verband das Telegraphenamt mit dem Postamt an der Königsallee (Entfernung ca. 600 m) und dem Bahn-Postamt (ca. 1400 m).

### Rohrpost Frankfurt am Main

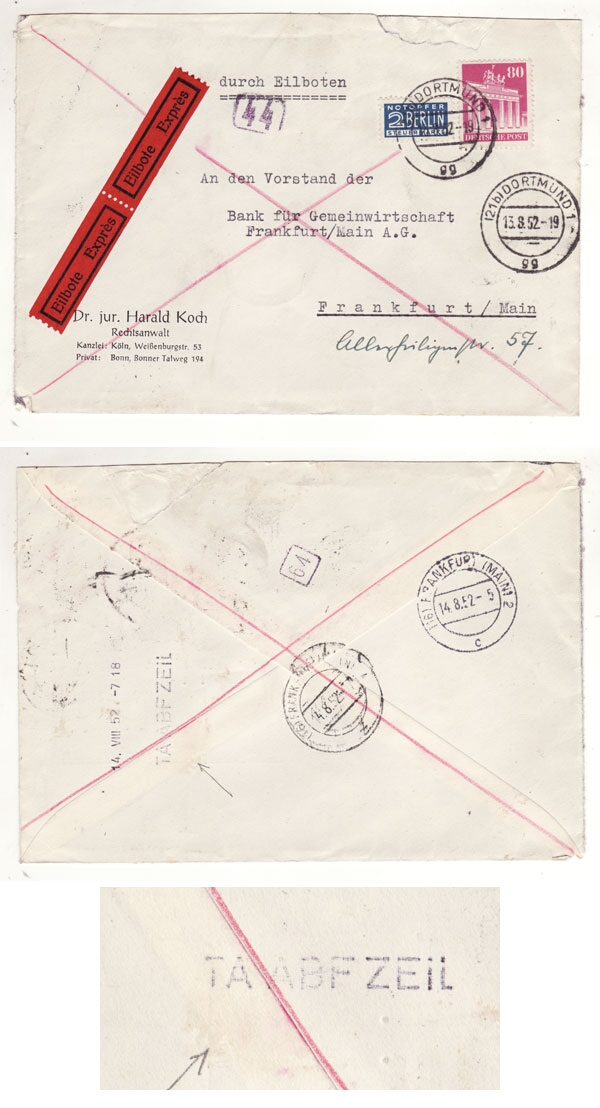
Eilbrief-Beförderung in Frankfurt mit interner Rohrpost

Die erste Rohrpostverbindung vom Telegrafen-Amt an der Zeil zur (Neuen) Börse wurde 1895 in Betrieb genommen. Diese Verbindung war mit zwei parallelen Fahrrohre zu je 550 m Länge ausgestattet. Im Jahre 1903 wurde mit der Erweiterung vom Telegrafen-Amt zur Telegrammannahme im Hauptbahnhof und zum unmittelbar neben dem Bahnhof gelegenen Postamt 9 begonnen. Diese Strecke wurde am 22. Oktober 1904 in Betrieb genommen.
Wie die Rohrpost in Düsseldorf oder Dresden war auch die Rohrpost in Frankfurt nur für den internen Gebrauch vorgesehen. Damit war es nicht möglich, die Beförderung von Sendungen per Rohrpost zu verlangen. Es sind aus den 1950er Jahren in Frankfurt eingegangene Eilbotensendungen bekannt, die einen vorderseitigen Abdruck eines Stechuhrstempels mit der Inschrift Rohrp sowie dem Datum und der Uhrzeit aufweisen. Daraus kann geschlossen werden, dass Eilsendungen in Frankfurt zur beschleunigten Beförderung per Rohrpost weitergeleitet wurden. Wann die postinterne Rohrpost in Frankfurt in Betrieb genommen wurde, ist nicht bekannt, ebenso wenig, wann sie außer Dienst gestellt wurde.
Als Beispiel diene nebenstehender Beleg aus dem Jahre 1952:
Eil-Fernbrief eines RA aus „(21b) Dortmund 1 \ 23.8.52. - 19“ an den Vorstand der BfG (Bank für Gemeinwirtschaft AG), gegründet 1950 in Frankfurt/Main mit erstem Sitz in der Allerheiligenstr. 57, einer Parallele zur „Zeil“.
Der Brief wurde nach Eingang um 5 Uhr morgens beim PA 2 „(16) Frankfurt(Main) 2 \ 14.8.52- 5“
zum Hauptbahnhof „(16) Frankfurt(Main) 4 \ 14.8.52- 7“ geleitet
und von dort mit der internen „Telegraphen-Rohrpost“
zum Hauptpostamt 1 auf der Zeil befördert „14. VIII 52 -7 18 \ TA ABF ZEIL“
(rückseitiger Stechuhr-Stempel) mit Ankunft um 7:18 h
zum sofortigen Eilabtrag durch den Boten „64“ an den benachbarten Empfänger zwei Straßen weiter.

### Rohrpost Leipzig

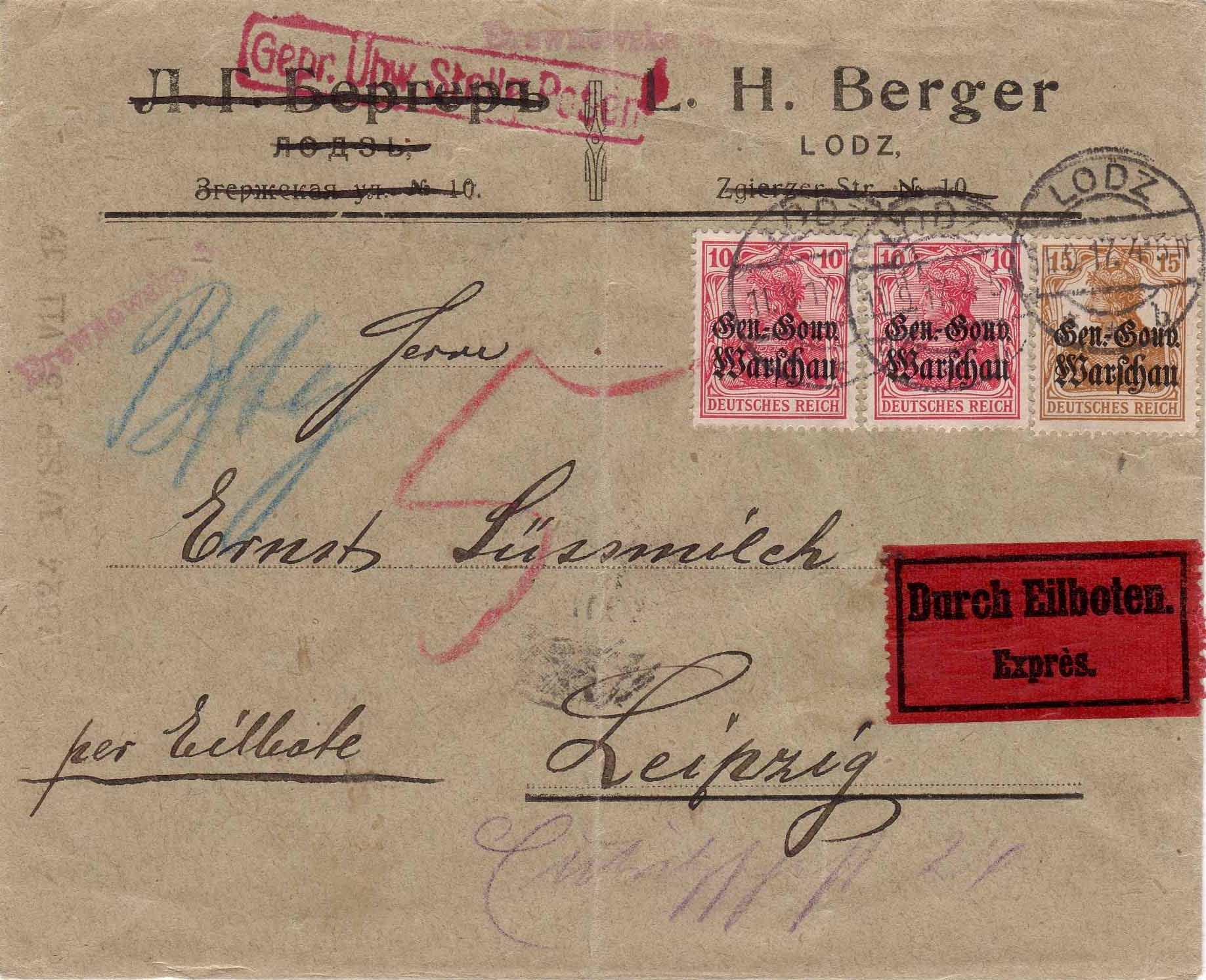
Eilbrief nach Leipzig, dort per Rohrpost befördert (erkennbar am senkrechten Rohrpost-Stechuhrstempel auf der linken Seite)

Minutenstempel der Rohrpoststelle des Postamtes Leipzig C2, am 3. August 1936, 14:00 Uhr rückseitig auf einer Luftpostsendung aus Brasilien abgeschlagen.

In Leipzig wurde im Mai 1912 eine Rohrpostverbindung zwischen Telegraphenamt und Hauptbahnhof (P.A. 17) fertiggestellt. Hinzu kam durch eine Abzweigung auch eine Verbindung zwischen Telegraphenamt und Börse (P.A. 9). Die Länge der Verbindung betrug ca. 1200 m.
Die eingehenden, durchgehenden und eingelieferten Eilbriefe, nachzusendende Briefe oder Sendungen aus der Luftpost wurden durch diese postinterne Rohrpostverbindung zur weiteren Bearbeitung befördert. Nach vorliegenden Berichten wurde der oberste Brief eines per Rohrpost zu befördernden Gebindes von Briefen mit dem Stechuhrstempel der Leipziger Rohrpost versehen. Bei der Ankunft konnte sich diese Prozedur wiederholen, sodass auch Briefe mit zwei Abdrucken des Rohrpost-Stechuhrstempels (je einem auf der Vorder- und Rückseite) vorkommen. Von Sendungen aus den 1930er Jahren, die in Leipzig per Rohrpost befördert wurden, sind auch Minutenstempel vom Typ der Berliner Rohrpoststempel bekannt. Diese wurden wahrscheinlich alternativ zu den Stechuhrstempeln verwendet.

## Postgebühren

### 1876 bis 1921

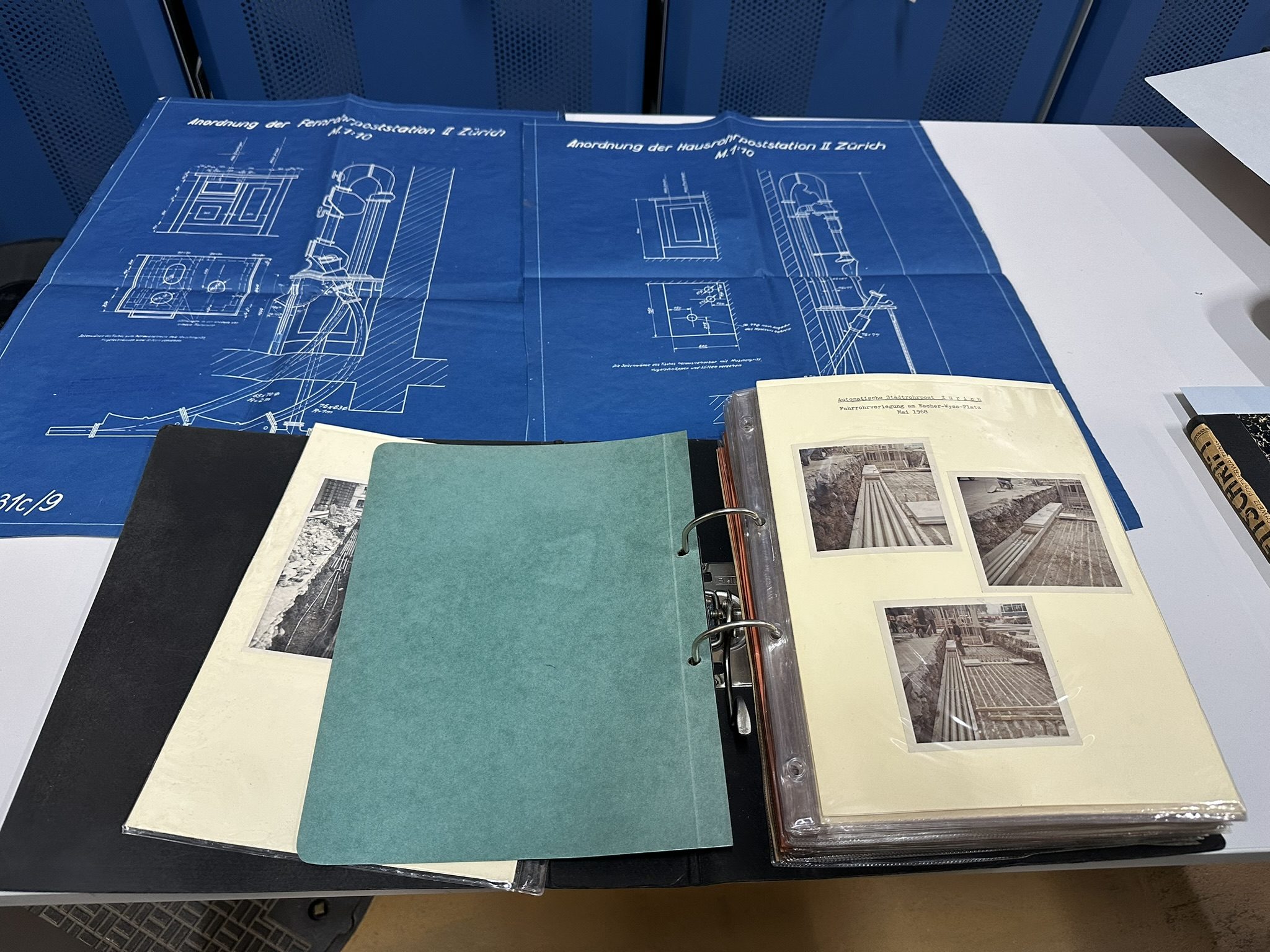
Die Gebühren der Rohrpost, nach amtlichen Quellen

Am 1. Dezember 1876 wurde in Berlin das Rohrpostnetz für den öffentlichen Verkehr freigegeben. Zugelassen waren, außer den Telegrammen, Briefe bis 10 g zu 30 Pf. und Postkarten zu 25 Pf. Im Porto war die Eilzustellgebühr bereits enthalten. Umschläge und Postkarten mit eingedrucktem Wertzeichen auf hellrotem Papier wurden bereitgehalten. Seit 1. Januar 1877 wurden die Sendungen auch über das Rohrpostnetz hinaus nach außerhalb Berlins weiterbefördert. Neben der Rohrpostgebühr war das übliche Porto zu zahlen, für Briefe (bis 10 g) zu 30 + 10 = 40 Pf oder für Postkarten zu 25 +  5 = 30 Pf. Nach Verlassen des Netzes waren die Sendungen wie gewöhnliche zu behandeln. Eilbriefe waren am Bestimmungsort durch Eilboten zuzustellen. Den Eilbriefzettel hatte nicht das Aufgabepostamt, sondern die Bahnpost beizufügen. Seit dem 3. März 1877 konnten Sendungen von außerhalb Berlins zur Beförderung in das Rohrpostnetz aufgegeben werden. Sie waren mit dem Vermerk „Rohrpost“ zu versehen. Auch in diesen Fällen war neben der Rohrpostgebühr das übliche Porto zu zahlen. Versuchsweise wurden am 12. April 1877 Rohrpostkarten zu 25+25 = 50 Pf eingeführt.
Die erste Rohrpostordnung für Berlin erschien am 6. August 1903. Das Briefgewicht ist auf 20 g angehoben worden. Der Rohrpostbezirk Berlin umfasst die Bestellbezirke der Postämter in Berlin, Charlottenburg, Friedenau, Halensee, Plötzensee, Rixdorf, Schöneberg, Westend innerhalb des Charlottenburger Gemeindebezirks und Wilmersdorf. Rohrpostsendungen werden von der Rohrpostbetriebsstelle, auch die von außerhalb, durch besondere Boten zugestellt. Für Sendungen nach außerhalb konnte eine Eilzustellung, gegen Gebühr, verlangt werden. Als Rohrpostsendungen waren nicht zugelassen: Unfrankierte oder unzureichend frankierte Sendungen. Wert-, Einschreib- und Nachnahmesendungen sowie Briefe mit Zustellungsurkunde. Für Sendungen, die nur streckenweise mit der Rohrpost befördert wurden, wurde neben dem tarifmäßigen Porto eine Gebühr für die Rohrpostbeförderung verlangt. Für unfrankierte Sendungen wurde ein Zuschlag von 10 Pf. erhoben.
Zwischen dem 1. April 1916 und dem 1. Oktober 1919 wurden Rohrpostsendungen mit der Reichsabgabe von 5 Pf. belegt. Ab 6. Mai 1920 wurden bei un- oder unzureichend frankierten Rohrpostsendungen das Doppelte des Fehlbetrages und ein Zuschlag von 10 Pf. erhoben, der zum 1. April 1921 auf 30 Pf. erhöht wurde.

### 1921 bis 1945
Anmerkung zur Änderung der Rohrpostgebühren vom 1. April 1921:
„Rohrpostbriefe und Rohrpostkarten, die teilweise außerhalb des Rohrpostnetzes zu befördern sind, unterliegen auch im Fernverkehr keiner weiteren Gebühr. Sie sind wie Eilsendungen zu behandeln. In den Gebühren ist die Orts-Eilbestellgebühr enthalten. Bei Eilbestellung nach Landorten ohne Postanstalt ist der Mehrbetrag von 1,50 Mark vom Absender zu erheben. Ist die Vorausbezahlung durch den Absender unterblieben, so ist der Unterschied zwischen der Orts-Eilbestellgebühr von 1,50 Mark und den wirklich erwachsenden Botenkosten vom Empfänger einzuziehen.“

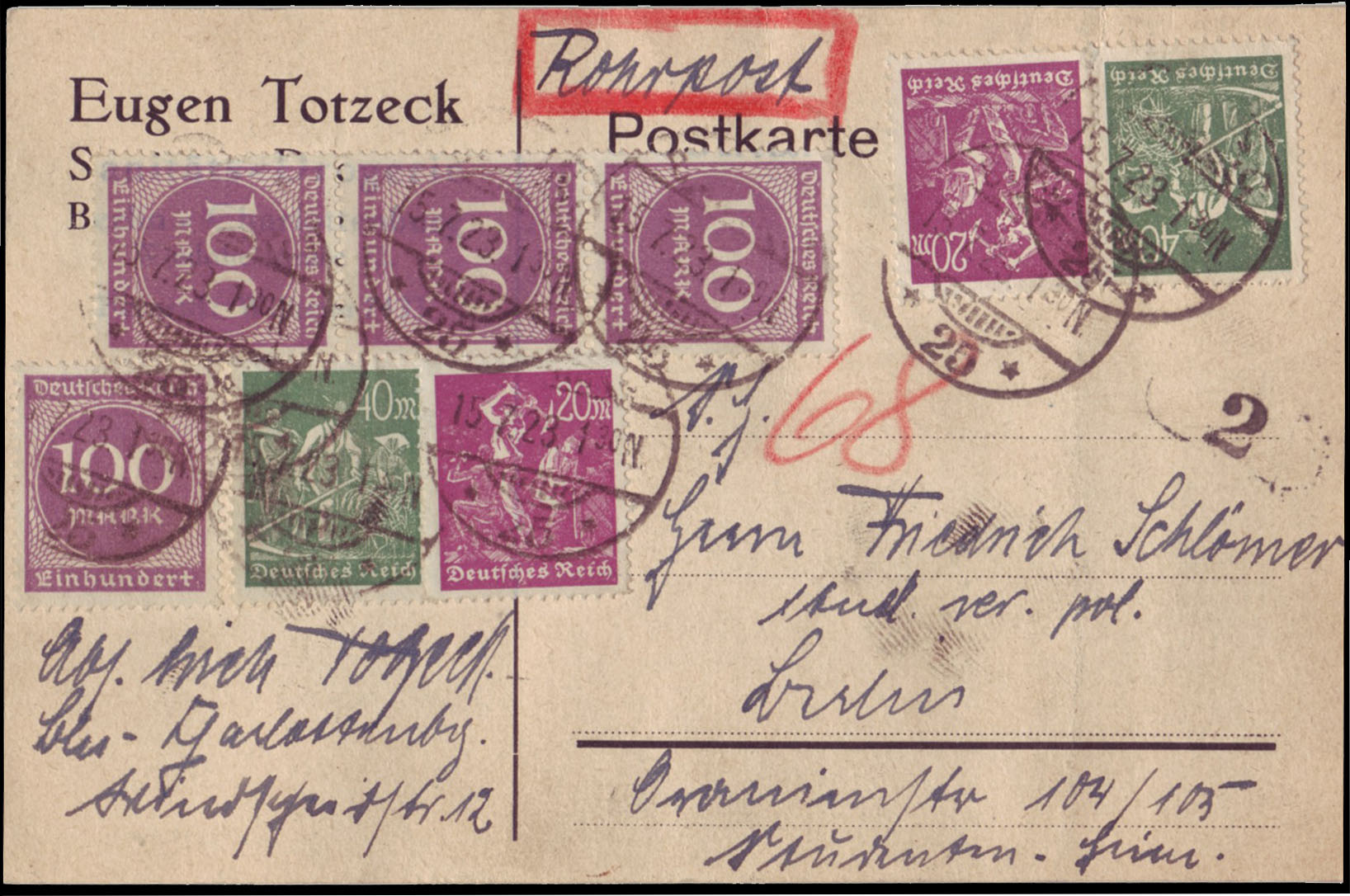
Rohrpostkarte vom 15. Juli 1923 zum Portosatz von 520 Mk.

Seit dem 1. Juli 1922 „richtet sich die Gebühr einer Rohrpostsendung nicht mehr danach, ob die Sendung im Rohrpostbezirk verbleibt, sondern danach, ob sie den Geltungsbereich der Ortsbriefgebühr von Groß-Berlin überschreitet oder nicht. Die Rohrpostsendungen, bei deren Beförderung die Grenzen Groß-Berlins überschritten werden, unterliegen künftig höheren Gebühren als die, die innerhalb Groß-Berlins aufgeliefert werden und zuzustellen sind. Die Gebühr für die Eilbestellung im Ortszustellbezirk ist in den Sätzen mit enthalten, für die Zustellung im Landbestellbezirk wird der Unterschied zwischen den Gebührensätzen für die Orts- und für die Landzustellung nach der Postordnung erhoben“.
Am 1. Juli 1922 wurde in München eine Rohrpost eröffnet, es waren Sendungen bis 100 g zugelassen. Vom 1. Oktober 1922 an galt:
„Für die Beförderung von Rohrpostsendungen gleicher Art im Ortsbestellbezirk des Bestimmungs-Postortes werden erhoben: die Gebühr für die gewöhnliche Orts- oder Fernbriefsendung nebst der Eilbestellgebühr für eine Briefsendung im Ortszustellbezirk und ein Zuschlag für die Rohrpostbeförderung in Höhe der Gebühr für einen Ortsbrief oder für eine Ortspostkarte.“  Oder „a) wenn Aufgabeort und Bestimmungsort innerhalb des Geltungsbereichs der Ortsbriefgebühr von Groß-Berlin liegen, für die Rohrpostkarte 1,50+6+1,50= 9 Mark; für den Rohrpostbrief 2+6+2 = 10 Mark, wenn der Aufgabeort oder der Bestimmungsort außerhalb des Geltungsbereichs der Ortsbriefgebühr von Groß-Berlin liegt, für die Rohrpostkarte 3+6+1,50= 10,50 Mark, für den Rohrpostbrief 6+6+2 = 14 Mark.“ Für Postkarten mit Antwort, die nur in München zulässig waren, wurde jeweils die doppelte Postkartengebühr erhoben.
Die Rohrpostordnung (RGBl. I. S. 303) zum 1. Juli 1923 bestimmte die Gebühren wie folgt:
„Für die Beförderung von Rohrpostsendungen und für deren Zustellung im Ortszustellbezirk des Bestimmungs-Postorts werden erhoben: 1. die Gebühr für die gewöhnliche Orts- oder Fernbriefsendung gleicher Art nebst der Eilzustellgebühr für eine Briefsendung im Ortszustellbezirk und 2. ein Zuschlag für die Rohrpostbeförderung in Höhe der Gebühr für einen Ortsbrief gleichen Gewichts oder für eine Ortspostkarte. Für die Zustellung im Landzustellbezirk wird daneben der Unterschied zwischen den Gebührensätzen für die Eilzustellung im Orts- und im Landzustellbezirk nach der Postordnung erhoben. – Rohrpostsendungen werden bei der Beförderung außerhalb der Rohrpostbezirke wie Eilsendungen behandelt.“
Seit dem 1. August 1927 war für Rohrpostsendungen, neben dem tarifmäßigen Porto, ein Zuschlag von 10 Pf. und eine Eilzustellgebühr, angegeben als Gesamtgebühr, zu erheben. Seit dem 22. August 1933 konnten gewöhnliche Briefsendungen mit der Rohrpost in Berlin oder München befördert werden, um den Anschluss an eine Bahnpost zu erreichen, Zuschlag 10 Pf. Am 15. Juli 1938 wurden Rohrpostsendungen in die Postordnung aufgenommen. Grund dafür war die „Verordnung zur Änderung und Ergänzung der Postordnung vom 27. Februar 1934“. Gleichzeitig wurde die Rohrpostordnung vom 30. Mai 1923 aufgehoben. Der Absatz V befasste sich mit der Gebühr: „V. Für Rohrpostsendungen wird neben den sonstigen Gebühren ein Rohrpostzuschlag erhoben. Soll die Sendung dem Empfänger durch Eilboten zugestellt werden, so ist auch die Eilzustellgebühr (§ 24) zu entrichten.“
Seit dem 1. August 1938 gilt dies auch im besetzten und annektierten Österreich für die Rohrpost in Wien.

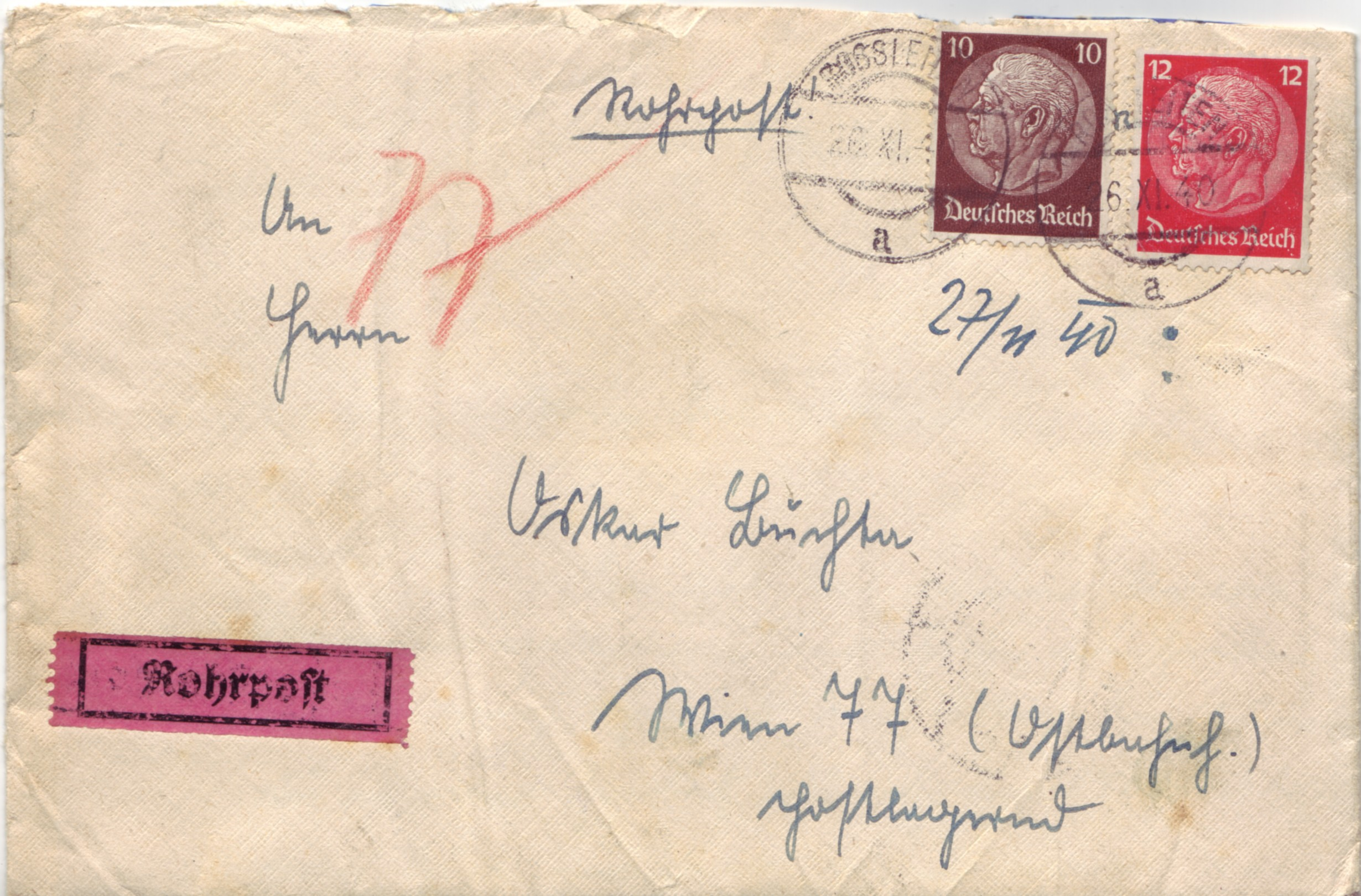
Rohrpostbrief vom 26. November 1940 von Rößwein nach Wien 77 postlagernd mit vorausbezahlter Gebühr für die Rohrpostbeförderung Wien.
Rückseite des gleichen Briefes mit diversen Rohrpoststempeln vom 27. November 1940.

### Nach 1945
Der Rohrpostdienst wurde nach der Kapitulation Deutschlands am 1. Juni 1945 nicht wieder aufgenommen. Am 1. März 1949 wurde in Ersatz in Berlin der Postschnelldienst eingeführt. Zugelassen waren gewöhnliche Briefe und Päckchen bis 2 kg an Empfänger in West-Berlin. „Als am 1. Dezember 1951 der „Postschnelldienst“ durch den „Rohrpostschnelldienst“ abgelöst wurde betrug das Höchstgewicht 100 g. Der Versand von Päckchen war ausgeschlossen. Für eilige Päckchen standen seit dem 16. April 1951 Orts-Eilboten bereit.“ [G. Steinbock]
Die Amtsblätter berichten von der Wiederaufnahme in München am 1. April 1953 und der, zunächst versuchsweisen, Aufnahme am 19. Mai 1953 in Berlin. Der Rohrpostzuschlag war mit 15 Pf. angegeben. In einer Verordnung vom 22. Juni 1954 lesen wir, dass Massendrucksachen nicht durch Rohrpost befördert werden dürfen. In der Postordnung vom 1. März 1963 war die Sendungsart „Rohrpostsendungen“ nicht mehr enthalten.

## Kennzeichnung von Rohrpostsendungen

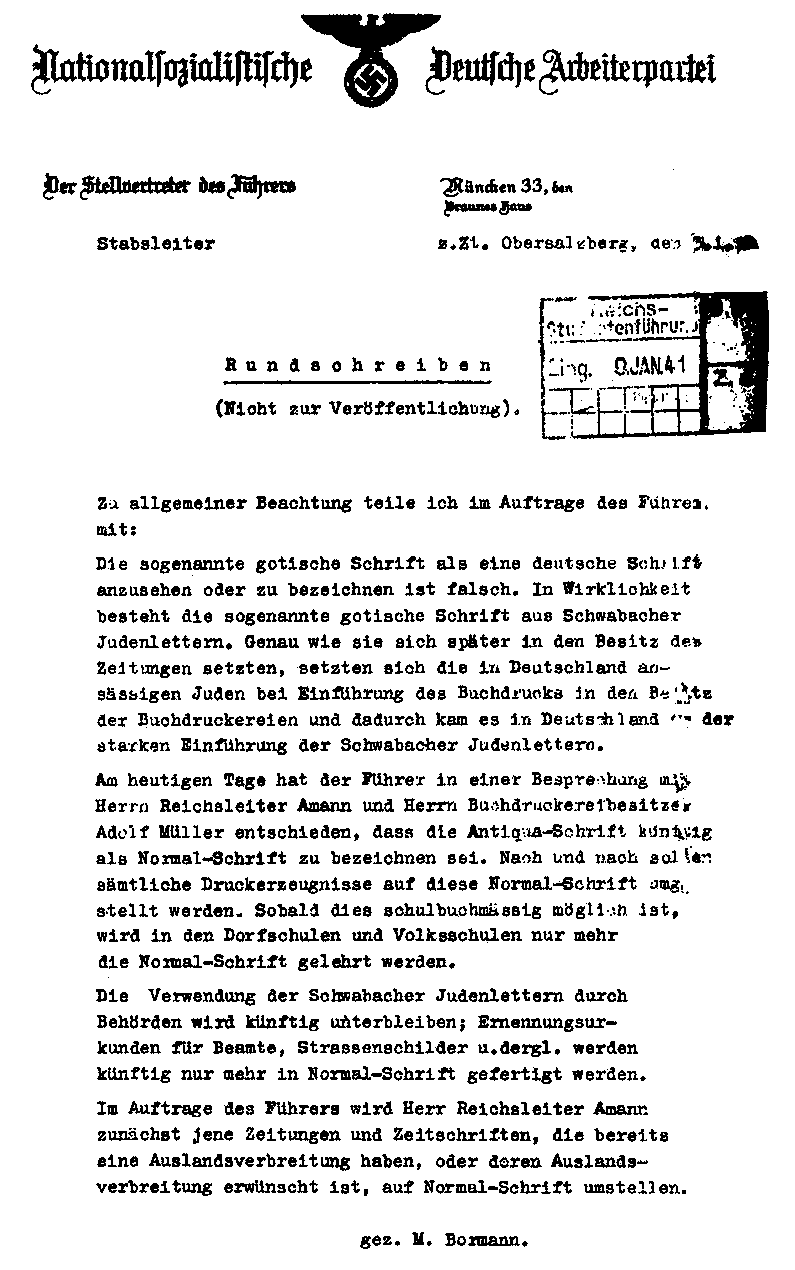
Schrifterlass Antiqua1941

### Farben
Die charakteristische Farbe von Rohrpostsendungen in Berlin und München war die Farbe Rosa. Die Postkarten und Umschläge, welche die Deutsche Reichspost seit 1876 für die Beförderung per Rohrpost herausgab, waren in dieser Farbe gehalten. Erst seit den 1920er Jahren wich man von diesem Farbmuster ab und beließ es bei der Beschriftung der Sendungen mit den Worten Rohrpostkarte, Rohrpostbrief oder per Rohrpost.

### Farbige Markierungen
Die Sendungen wurden seit Beginn des Rohrpostbetriebes meistens durch handschriftlich angebrachte Ziffern und Abkürzungen gekennzeichnet, welche die Bestimmungspostämter der Sendungen sowie ggf. die Leitwege angaben. Diese waren zunächst in der Farbe Blau, später dann in der Farbe Rot gehalten. Der Postschnelldienst in Berlin verwendete die Farbe Grün für handschriftliche Kennzeichnungen der Sendungen.

### Klebezettel für Berlin, München sowie Wien
Am 9. April 1936 wurde ein besonderer, in der Farbe Scharlach bis Rosa gehaltener Aufkleber aus transparentem Pergaminpapier mit der Inschrift Rohrpost / und Eilbote sowie ein weiterer aus gleichem Material mit der Inschrift Rohrpost zur Kennzeichnung der Sendungen ausgegeben. Zur gleichen Zeit kehrte man wieder zur Herausgabe von Rohrpostkarten in der Farbe Lachs bis Rosa mit rotem Wertstempel zurück.
Die deutschen Rohrpostkleber in der Zeichnung von 1936 wurden übrigens auch im Bereich der Rohrpost in Wien nach 1945 weiterverwendet, weil man dort auch nach dem Krieg noch über ausreichende Mengen entsprechender Kennzeichnungszettel verfügte. Es ist nicht bekannt, ob diese Kleber auch in Postämtern außerhalb Berlins und Münchens sowie Wiens vorrätig waren. Seit dem Jahre 1940 wurde wohl aus kommunikationsstrategischen Gründen während des Krieges die Vermutung lanciert, dass die hier verwendete Schwabacher Schrift (bisher immer als „die deutsche Schrift“ mit erheblichem ideologischen Wert aufgefasst) im 18. Jahrhundert von einem Schriftschneider jüdischer Herkunft (daher „Judenschwabacher“ oder „Schwabacher Judenschrift“) erfunden worden sei. (Tatsächlich stammte die Schwabacher aus dem 15. Jahrhundert.) Daher verbot Hitler im sogenannten „Schrifterlaß“ am 3. Januar 1941 die Verwendung dieser Schrift vor allem auf Dokumenten staatlichen Charakters. Der Grund: In den okkupierten Territorien konnten die Menschen die in Schwabacher gesetzten und gedruckten Befehle nicht lesen. Da Hitler schon früh auf Parteitagsreden gegen die Fraktur/Schwabacher polemisiert hatte und immer die Antiqua wegen ihrer besseren Lesbarkeit und daher propagandistischen Wirksamkeit bevorzugte, wurden jetzt trotz der prekären Kriegslage neue Kleber in einer Antiquaschrift gedruckt, die aber kaum noch zum Einsatz kamen. Noch im März 1945 waren in großen Postämtern Berlins entsprechende Klebezettel mit Schwabacher Schrift vorrätig.

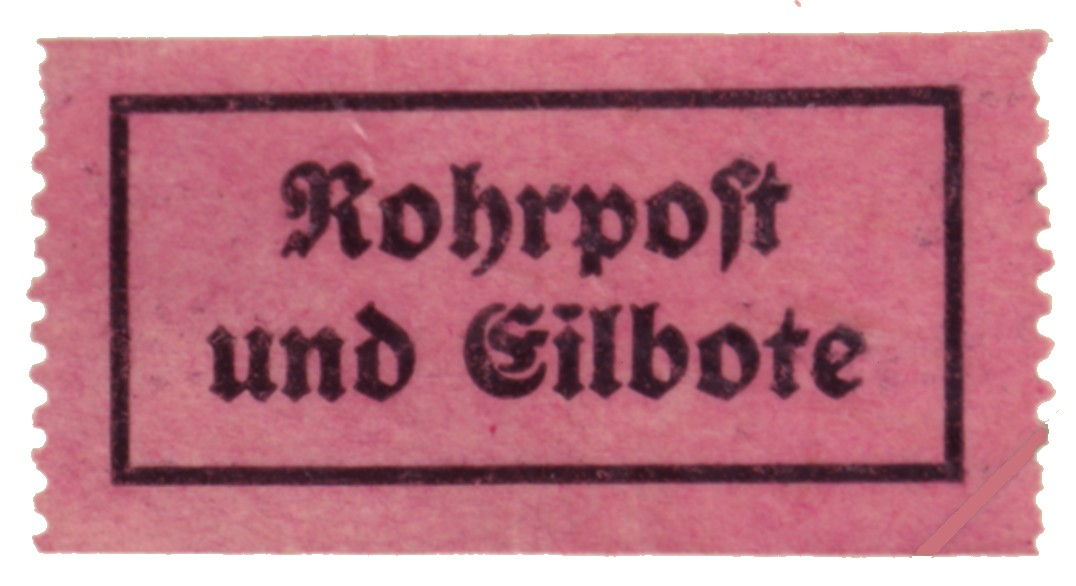
Seit 1936 eingesetzter Aufkleber zur Kennzeichnung von Rohrpostsendungen in Berlin und München sowie ggf. Wien, die zusätzlich per Eilboten zuzustellen waren.
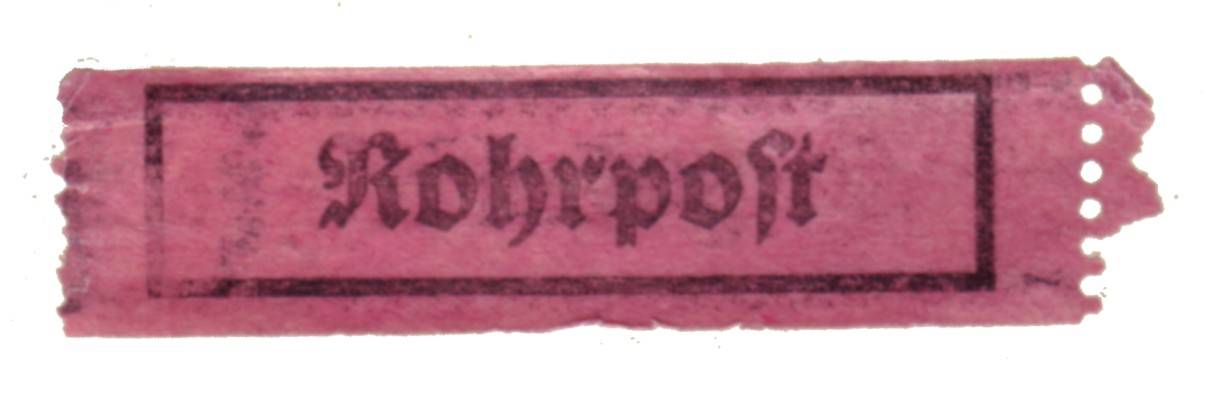
Seit 1936 eingesetzter Aufkleber zur Kennzeichnung von Rohrpostsendungen in Berlin und München sowie ggf. Wien.
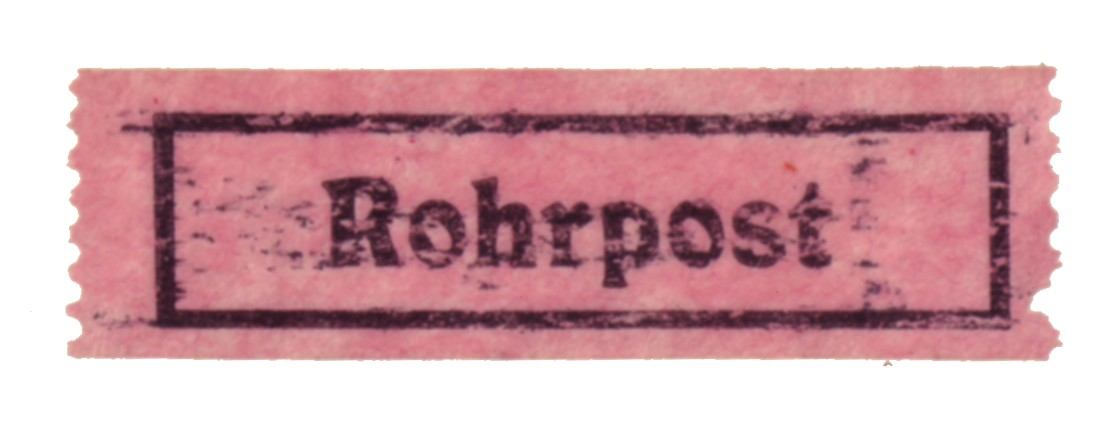
In einer Antiqua gesetzter Aufkleber zur Kennzeichnung von Rohrpostsendungen in Berlin und München bis zur Aufhebung der Rohrpost.

### Klebezettel in Prag
In Prag wurden seit der Selbständigkeit der CSR violette Klebezettel mit dem Hinweis auf die Rohrpost (potrubní poštou) verwendet. Diese wurden auch nach der Okkupation des Sudetenlandes und Tschechiens in Prag weiterverwendet, obgleich sie einsprachig tschechisch waren. Seit ca. 1942 kamen Klebezettel in rosa Farbe zum Einsatz, die zweisprachig waren, wobei die deutsche Sprache auch in Böhmen & Mähren (Tschechien) vorangestellt wurde. Bekannt sind solche Klebezettel für die Kombination von Rohrpost- und Eilbotenbeförderung: „Rohrpost / und Eilbote / Potrubní poštou / a spěšně“. Gleichzeitig wurden zweisprachige violette Klebezettel mit der Inschrift Mit Rohrpost / potrubní poštou hergestellt und zum Einsatz gebracht. Das „Problem“ der Schwabacher Schrift gab es hier nicht oder nicht mehr, da diese Kleber erst nach dem Beschluss gegen die Schwabacher in Umlauf kamen und zudem die Schwabacher Schrift (im Gegensatz zur deutschsprachigen Schweiz beispielsweise) keine eigene Tradition in der CSR hatte.

Zweisprachiger deutsch-tschechischer Klebezettel der Rohrpost Prag aus der Besatzungszeit von 1942 bis 1945 (Reichsprotektorat Böhmen und Mähren), der für den Versand per Rohrpost in Prag vorgesehen waren
Aufkleber zur Kennzeichnung von Sendungen während der deutschen Besatzungszeit bis 1945 (Reichsprotektorat Böhmen und Mähren), der für den Versand per Rohrpost in Prag in Kombination mit Eilbotenzustellung am Bestimmungsort vorgesehen war
Ortsbrief per Rohrpost, Eilboten und Einschreiben in Prag vom 8. Oktober 1942 zum Portosatz von 10 Kronen = 1 RM.

### Klebezettel beim Postschnelldienst Berlin

Aufkleber zur Kennzeichnung von Sendungen, die für den Versand mit dem Postschnelldienst in Berlin vorgesehen waren

Mit der Aufnahme des Verkehrs des Postschnelldienstes in den Westsektoren Berlins am 1. März 1949 wurde ein grüner Aufkleber mit der weißen Inschrift Postschnelldienst / Berlin ausgegeben, der später durch einen ebenfalls grünen Aufkleber mit der weißen Inschrift Rohrpost / Schnelldienst ersetzt wurde. Mit der Umstellung des Postschnelldienstes auf einen normalen Rohrpost-Eilbotendienst ab 1955 wurden, wie bereits zuvor im Bereich der Ostberliner Rohrpost auch, die alten Aufkleber von 1936 wieder in Gebrauch genommen.

## Abstempelungen
Abstempelungen auf Rohrpostsendungen waren ein weiteres Kennzeichnungsmerkmal. In den Rohrpostbezirken von Berlin und Wien wurden bei den angeschlossenen Postämtern Tages- oder auch Sonderstempel mit Stunden- und Minutenangaben, üblicherweise in Zehn-Minuten-Abständen verwendet.
Abstempelungen bei der Rohrpost dienten dem Zweck, minutengenau zu dokumentieren, zu welcher Zeit die Sendung angenommen und gemäß dem Fahrplan weiterbefördert worden war. Dies war mit den frühen Stempeln, in denen die beweglichen Elemente gesteckt wurden, umständlich. Sobald Stempel mit drehbaren Elementen zum Einsatz kamen, war eine Beschleunigung dieses Vorgangs möglich, sodass zunächst im Abstand von 15 Minuten, dann im Abstand von 10 Minuten und schließlich im Abstand von 5 Minuten die Uhrzeitgruppe verändert werden konnte. Die minutengenaue Dokumentation der Behandlung der Sendung wurde möglich, als die Stechuhrstempel eingeführt wurden. Hier trieb ein Uhrwerk die Uhrzeitgruppe des Stempels an, wodurch ohne weiteres menschliches Zutun eine zeitgenaue Einstellung des Stempels gewährleistet war.
Stempel mit 5-Minuteneinstellung sind aus Paris bekannt.